# Kwidzyn (district)
Kwidzyn (powiat kwidzyński) is een district (powiat) in de Poolse woiwodschap Pommeren. Het district heeft een oppervlakte van 834,64 km² en telt 83.627 inwoners (2014). Er zijn zes gemeenten (gmina).

## Gemeenten
Stadsgemeente
- Kwidzyn (Marienwerder)

Stad- en landgemeente
- Prabuty (Riesenburg)

Landgemeenten
- Gardeja (Garnsee)
- Kwidzyn (Marienwerder)
- Ryjewo (Rehhof)
- Sadlinki (Sedlinen)

## Steden
- Kwidzyn (Marienwerder)
- Prabuty (Riesenburg)

Stadsdistricten:
Gdańsk · Gdynia · Słupsk · Sopot

Districten:
Bytów · Chojnice · Człuchów · Gdańsk · Kartuzy · Kościerzyna · Kwidzyn · Lębork · Malbork · Nowy Dwór Gdański · Puck · Słupsk · Starogard · Sztum · Tczew · Wejherowo

Grootste steden:
Chojnice · Gdańsk · Gdynia · Kwidzyn · Lębork · Malbork · Rumia · Słupsk · Sopot · Starogard Gdański · Tczew · Wejherowo